# Casa dei Sanseverino
La casa dei Sanseverino era uno storico palazzo di Milano situato nei pressi del ponte di porta Vercellina medievale.

## Storia e descrizione
L'esatta posizione del palazzo è ignota, tuttavia si sa che questo doveva trovarsi nelle immediate vicinanze del ponte sul naviglio interno della porta Vercellina medievale, attuale incrocio tra corso Magenta e via Carducci. Del palazzo si sa che fu donato a Galeazzo Sanseverino, capitano delle guardie ducali, dallo stesso duca Ludovico Sforza nell'ultimo decennio del XV secolo: il palazzo faceva parte del progetto di Ludovico il Moro di creare sul borgo delle Grazie, attuale corso Magenta, una parata dei più bei palazzi della città abitata dalla sua cerchia di amici e fedelissimi. Tra le varie testimonianze riguardanti questo palazzo vi sono dei giochi organizzati da Leonardo nel 1491, ma soprattutto la descrizione del Vasari degli affreschi del Bramante delle stalle del palazzo:
Le stalle assieme al palazzo andarono per gran parte distrutte nel 1499, quando alla caduta del Moro il popolo assaltò i principali palazzi dei dignitari sforzeschi. Alcuni resti della stalla tuttavia consentirono a Giuseppe Bossi di avanzare delle audaci ipotesi circa il progetto della stalla da parte di Leonardo Da Vinci: tesi avallata dai numerosi progetti di Leonardo nel borgo delle Grazie, assieme al progetto delle stalle per il castello Sforzesco di Vigevano.